# Chloorknalgas
Chloorknalgas is een gasmengsel bestaande uit gelijke delen chloorgas en waterstofgas. De twee gassen reageren makkelijk onder vorming van waterstofchloride:
{\displaystyle {\ce {{H2}+Cl2->[{\text{licht, warmte}}]2HCl}}}
De eigenschappen van het gasmengsel zijn vergelijkbaar met gewoon knalgas, de reactie van chloorknalgas start echter onder invloed van dag- of uv-licht. Gewoon knalgas moet aangestoken worden.